# Lohrbach
Lohrbach is een plaats in de Duitse gemeente Mosbach, deelstaat Baden-Württemberg.